# Adolf Seilacher

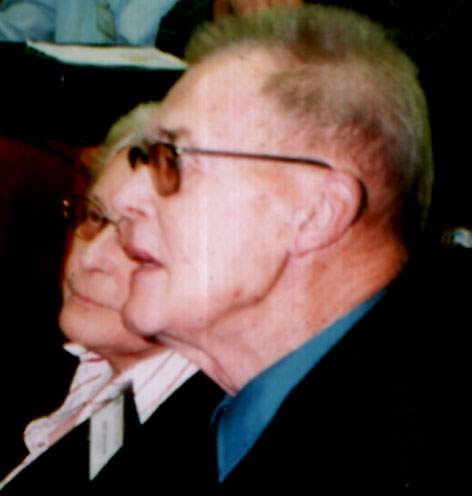
Adolf Seilacher und seine Frau im Januar 2009 bei der 1. Tagung für Trilobitensammler im Berliner Museum für Naturkunde.

Adolf Seilacher, auch Dolf Seilacher (* 24. Februar 1925 in Stuttgart; † 26. April 2014 in Tübingen), war ein deutscher Paläontologe.

## Leben
Adolf Seilacher, der schon als Jugendlicher Fossilien sammelte und im Alter von 18 Jahren eine erste Publikation über fossile Haie veröffentlichte, studierte ab 1945 an der Universität Tübingen. Dort wurde er 1951 bei Otto Heinrich Schindewolf promoviert mit einer Studie Zur Einteilung und Deutung fossiler Lebensspuren. Seine Habilitation erfolgte über Kalkschwämme (Sphinctozoa). Nach Stationen in Frankfurt am Main, Bagdad und Göttingen war er von 1964 bis 1990 als Nachfolger von Otto Heinrich Schindewolf Professor für Paläontologie in Tübingen.
Von 1987 bis 1999 war er zusätzlich Adjunct Professor an der Yale University.
Adolf Seilacher war von 1977 bis 1979 Präsident der Paläontologischen Gesellschaft.

## Forschungsschwerpunkte
Adolf Seilacher galt als einer der profiliertesten und innovativsten Paläontologen weltweit. Er lieferte bedeutende Beiträge zur Palichnologie (Spurenfossilkunde), einem Gebiet, in dem er seit den 1960er Jahren Maßstäbe setzte. Weitere Impulse gab er zum Thema Fossillagerstätten, natürliche Konstruktionen (Konstruktionsmorphologie) und der Deutung präkambrischer Organismen (Vendobionten).

## Schüler
- Hans Hagdorn
- Hansmartin Hüssner
- Wolf-Ernst Reif

## Ehrungen und Auszeichnungen
- 1987 Ordentliches Mitglied der Heidelberger Akademie der Wissenschaften
- 1989 Korrespondierendes Mitglied der Göttinger Akademie der Wissenschaften[1]
- 1992 Crafoord-Preis der Königlich Schwedischen Akademie der Wissenschaften
- 1993 Verdienstmedaille des Landes Baden-Württemberg
- 1993 Gustav-Steinmann-Medaille der Geologischen Vereinigung
- 1994 Ehrenmitglied der Gesellschaft für Naturkunde in Württemberg[2]
- 1995 Ehrenmitglied der Paläontologischen Gesellschaft
- 2006 Lapworth Medal der Palaeontological Association
- 2013 Otto-Jaekel-Medaille der Paläontologischen Gesellschaft

## Herausgeber
- Ab 1964: Zentralblatt für Geologie und Paläontologie (Abteilung Paläontologie)
- Ab 1969: Neues Jahrbuch für Geologie und Paläontologie
- Mit Hans Hagdorn: Muschelkalk (= Sonderbände der Gesellschaft für Naturkunde in Württemberg. 2). Schöntaler Symposium 1991. Goldschneck-Verlag Weidert, Stuttgart (i. e.: Korb] 1993, ISBN 3-926129-11-5.

## Schriften
- Elasmobranchier-Reste aus dem oberen Muschelkalk und dem Keuper Württembergs. Neues Jahrbuch für Mineralogie, Geologie und Palaontologie, Monatshefte, (10), 256–271, Stuttgart 1943
- Ein weiterer altertümlicher Elasmobranchier (Phoebodus keuperinus n. sp.) aus dem württembergischen Gipskeuper. Neues Jahrbuch für Geologie und Paläontologie, Monatshefte, (1–4), 24–27, Stuttgart 1948
- Trace fossil analysis. Springer, Berlin u. a. 2007, ISBN 978-3-540-47225-4.
- Fossil art. engl. Ausgabe 2008, dt. Ausgabe 2013 bei E. Schweizerbart Science Publishers, Stuttgart 2013, ISBN 978-3-510-65277-8.